# Saint-Pierre-en-Vaux
Saint-Pierre-en-Vaux é uma comuna francesa na região administrativa da Borgonha-Franco-Condado, no departamento de Côte-d'Or. Estende-se por uma área de 11,07 km². Em 2010 a comuna tinha 148 habitantes (densidade: 13,4 hab./km²).